# Pavel Nauman (architekt)
Pavel Nauman (21. dubna 1937 Praha – 16. září 2012 Praha) byl český architekt. Celý život žil v rodinné vile v Praze 6 na Ořechovce. Jeho otec byl spisovatel Pavel Nauman.

## Život
Pavel Nauman vystudoval architekturu, celý život pracoval na volné noze a navrhoval především rodinné domy. V roce 1987 se zúčastnil architektonické soutěže na dostavbu Staroměstské radnice. Jeho projekt obsahoval Mariánský sloup v centru Staroměstského náměstí. Vytvořil projektovou dokumentaci zničeného Mariánského sloupu. Vlastnoručně také v místě, kde sloup stál, v roce 1993 zasadil do dlažby základní kámen pro jeho obnovu. Publikoval také svoje texty. Jeden z jeho posledních projektů byla osada horských stavení ve Vysokém nad Jizerou.
Byl signatářem Charty 77 a spoluzakladatelem Hnutí za občanskou svobodu. V roce 1990 byl zvolen prvním předsedou Společnosti pro obnovu Mariánského sloupu na Staroměstském náměstí.